# Erholmen
Erholmen est une île norvégienne du comté de Hordaland appartenant administrativement à Tælavåg.

## Description
Rocheuse et désertique, elle s'étend environ 174 m de longueur pour une largeur approximative de 96 m.